# إيمازاكوين
إيمازاكوين هو مركب عضوي يستخدم كمبيد للأعشاب، وسمي بهذا الاسم لأنه يحتوي على نواة إيميدازولينون. 
يستخدم مركب الإيمازاكوين للتحكم في مجموعة واسعة من أنواع الأعشاب الضارة، ويكون على صورة مادة صلبة عديمة اللون أو بيضاء، إلا أن الأنواع التجارية منه يمكن أن تكون بنية أو سمراء اللون.
ينتمي الإيمازاكوين إلى فئة من مبيدات الأعشاب تُعرف باسم مبيدات أعشاب الإميدازولينون، وتضم هذه الفئة إلى جانب الإيمازاكوين مركبات إيمازاميثابنز-ميثيل، وإيمازابيك، وإيمازابير، وإيمازيثابير. وتتميز جميع هذه المركبات الكيميائية بحلقة إيميدازولينون مع مجموعة حمض الكربوكسيليك المرتبطة بالهيكل. وتختلف هذه المركبات في موضع وبنية الحلقة المرفقة.
تقتل مبيدات الأعشاب التي تنتمي إلى فئة الإيميدازولينون النباتات عن طريق تثبيط حمض أسيتوهيدروكسي سينثاز، وهو أول إنزيم في مسار الأحماض الأمينية متفرعة السلسلة، والتي يؤدي إلى تخليق الأحماض الأمينية مثل الليوسين، والآيزولوسين، والفالين.
طُورت سلالات المحاصيل من خلال التربية التقليدية التي تقاوم هذا النوع من مبيدات الأعشاب، وتسوقها شركة باسف تحت العلامة التجارية كليرفيلد.

## لمحة تاريخية
أكتُشفت مبيدات أعشاب الإيميدازولينون لأول مرة في السبعينيات من القرن العشرين. ومُنحت أول براءة اختراع أمريكية في عام 1980 لمركب الإيمازاميثابنز-ميثيل، ثم تلى ذلك منح براءات الاختراع لمركبات الإيمازاكوين، والإيمازابير، والإيمازبيك، والإيمازيثبير في عام 1989، وكان آخرها مركب الإيمازاموكس مُنح براءة الاختراع الأمريكية في عام 1994.
أكتُشفت مبيدات أعشاب الإيميدازولينون لأول مرة في القسم الطبي من شركة أميريكان سياناميد خلال الخمسينيات من القرن العشرين، إذ كان جزيء الرصاص الأولي هو جزيء الفثاليميد، وبعد سنوات وُجد أن هذا الجزيء يُظهر نشاطًا مبيدًا للأعشاب. 
لم تكن العلاقة بين هذه المركبات وبين حمض الأسيتوهيدروكسي سينثاز مفهومة في ذلك الوقت، ولكن أحد مشتقات الفثاليميد بدا للعلماء مركبًا واعدًا عندما أظهر بعض النشاط المنظم لنمو النبات، مما دفع العلماء للعمل على تطويره، وأدت محاولة إنتاج عينات التجارب الميدانية إلى تكوين مركب ثلاثي الحلقات، ثم أجري نفس التفاعل على مركب الفثاليميد الأصلي مما أدى إلى إنتاج مركب أظهر نشاطًا مبيدًا للأعشاب واسع الطيف. أدى المزيد من الاستكشاف والتطوير إلى تكوين أول مبيد أعشاب من فئة الإيميدازولينون.

## الخواص الكيميائية والفيزيائية
تبلغ قابلية مركب الإيمازاكوين للذوبان في الماء 60 ملليغرام/لتر، ويبلغ عمر النصف له في التربة 60 يومًا، لذا يُصنف الإيمازاكوين على أنه مبيد آفات معتدل الثبات.
يتفاعل الإيمازاكوين عندما يُطبق على المحاصيل بشكل رئيسي مع الأحماض الدبالية في التربة، فقد وُجد أن معدل تكتل الإيمازاكوين على الأحماض الدبالية للتربة هو الأكثر تأثراً بالأس الهيدروجيني البيئي. أظهر الإيمازاكوين كذلك امتصاصًا أكبر عند انخفاض الأس الهيدروجيني، حيث يكون الامتصاص أكبر عند درجة حموضة أقرب لثابت تفكك الحمض للمجموعة الكربوكسيلية من الإيمازاكوين، حيث تكون روابط الهيدروجين ومجمعات نقل الشحنة التي تتشكل أثناء تفاعلات الامتزاز أضعف بكثير عند درجات الحموضة الأعلى.
يُعتبر معامل الامتصاص وسيلة لتحديد ميل مبيدات الآفات إلى الارتباط بجزيئات التربة، فكلما زاد معامل الامتصاص، كلما زادت إمكانية الامتصاص. ويعني معامل الامتصاص الأعلى إعاقة أكبر للحركة وربما زيادة في الثبات نتيجة للحماية من الانحلال. ويساوي معامل امتصاص الإيمازاكوين 20.

## الاستخدامات
يستخدم مركب الإيمازاكوين في المقام الأول كمبيد للأعشاب للسيطرة على نمو الحشائش في المروج والحقول العشبية. ويُعدّ الإيمازاكوين أحد أكثر مبيدات الأعشاب شيوعًا نظرًا لكونه مبيدًا انتقائيًا عالي الفاعلية. يُصنف الإيمازاكوين على أنه مبيد أعشاب ينتمي إلى فئة الإيميدازولينون، والتي تتحكم في نمو الحشائش من خلال تثبيط بعض الأحماض الأمينية التي ثبت أنها حيوية لنمو النبات. يثبط الإيمازاكوين إنزيم حمض الأسيتوهيدروكسي سينثاز المسؤول عن تخليق الأحماض الأمينية مثل الفالين، والليوسين، والأيزوليوسين فيتوقف نمو الحشائش مما يؤدي في النهاية إلى موتها بسبب عدم قدرتها على التنافس مع النباتات المحيطة. يمكن استخدام الإيمازاكوين في المحاصيل قبل الإنبات، أو قبل الظهور، أو بعد الظهور المبكر للحشائش.

## التحضير
يبدأ تفاعل تحضير الإيمازاكوين بإضافة مجموعة NH2 من مركب البنزينامين إلى مجموعة الكربونيل الثانية على في مركب ثنائي إيثيل-2-أوكسوبوتانديوات (ثنائي إيثيل أوكسالو الأسيتات).

## التأثيرات الصحية والبيئية

### في الإنسان
يُعتبر الإيمازاكوين مادة كيميائية غير سامة نسبيًا وغير مسرطنة، ولا تسبب أي حد أدنى من تهيج العين والجلد في حالة ملامستها للأدمة أو تناولها عن طريق الفم أو الاستنشاق. لذا يُصنّف الإيمازاكوين ضمن مواد الدرجة الثالثة من حيث السمية، والذي يعني أن له سمّية طفيفة فقط. كما يُعتبر الإيمازاكوين مبيدًا حشريًّا منخفض السمية نسبيًا ويمكن وصوله إلى الغذاء ومياه الشرب والمناطق السكنية، وعلى الرغم من أن التعرض للإيمازاكوين في المناطق السكنية يؤثر على الرضع والأطفال، فلا داعي للقلق بشأن وجوده نظرًا لانخفاض المخاطر الإجمالية المقدرة التي تلبي معايير السلامة. حيث أسفر التعرض للإيمازاكوين عن طريق الاستنشاق والجلد والتناول فمويًّا عن قيم منخفضة نسبيًا لهامش التعرض الصادرة عن وكالة حماية البيئة الأمريكية، والتي تعتبر الإيمازاكين مصدرًا ضئيلًا للقلق.

### على الحيوانات
أظهرت دراسة أجرتها جامعة كورنيل أن مركب الإيمازاكوين الذي يتناوله الإنسان والحيوان يُفرز خلال 48 ساعة، 94٪ عن طريق البول، و4٪ عن طريق البراز. ويوضح الجدول التالي الجرعة المميتة من الإيمازاكوين بالنسبة لعدد من الحيوانات: 
| نوع الحيوان  | مقدار الجرعة المميتة من الإيمازاكوين |
| ------------ | ------------------------------------ |
| الكلاب       | 1000 ملليغرام/كيلوغرام من كتلة الجسم |
| الجرذان      | 5000 ملليغرام/كيلوغرام من كتلة الجسم |
| الأرانب      | 2000 ملليغرام/كيلوغرام من كتلة الجسم |
| إناث الفئران | 2363 ملليغرام/كيلوغرام من كتلة الجسم |

كما أجريت دراسات السمية المزمنة على الأرانب والجرذان وكلاب البيغل. فلم يؤد التعرض الجلدي المزمن للإيمازاكوين في الأرانب خلال فترة 21 يومًا إلى حدوث أي آثار على الأرانب، كما لم تسفر دراسة استمرت على مدار سنة واحدة و90 يومًا عن أن تناول الإيمازاكوين قد ينجم عنه في الفئران أي آثار أيضًا. ولكن أدى تعرض كلاب البيغل الغذائي المزمن للإيمازاكوين لمدة عام كامل حين تعرضت الكلاب لأعلى جرعة من الإيمازاكوين، والتي بلغت 5000 جزء في المليون، إلى ظهور تأثيرات مثل انخفاض زيادة وزن الجسم، والاعتلال العضلي الهيكلي، وفقر الدم الطفيف، وتضخم نخاع العظام، وزيادة مستويات بعض المواد في الدم مثل ناقلات أمين الأسبارتات، وكيناز الكرياتين، وزيادة وزن الكبد. يكون الإيمازاكوين غير سام للطيور والأسماك عند استخدامه بشكل صحيح، كما أظهر اختبار الإيمازاكوين أنه مادة لا تؤدي إلى حدوث الطفرات، وتسمم الأعضاء، والتأثيرات الإنجابية.

### في البيئة
يُعتبر الإيمازاكوين مادة كيميائية غير متطايرة ومحدودة الحركة في التربة، حيث تتحلل في نهاية المطاف في غضون 4-6 أشهر. تتحلل المادة الكيميائية ميكروبيًا وتتحول ببطء إلى ثاني أكسيد الكربون، ومستقلبات المركب. تمتص جذور النباتات مركب الإيمازاكوين عند وجوده في التربة، حيث يتم استقلاب المادة الكيميائية بسرعة دون أي آثار أو يتم استقلابها ببطء أو عدم الاستقلاب على الإطلاق مما يؤدي في النهاية إلى موت النبات. أما فيما يتعلق بتفكك الإيمازاكوين في المياه السطحية، فإن عمر النصف المائي للإيمازاكوين هو 5.5 شهرًا عند الأس الهيدروجيني 9، بينما يكون مستقرًّا عند الرقم الهيدروجيني 3 و 5 للتحلل المائي.